# 吉田冨士雄
吉田 冨士雄（よしだ ふじお、大正13年（1924年）7月5日 - 平成2年（1990年）7月28日）は、山梨県出身の大蔵官僚、サントリー株式会社副社長。

## 経歴
東京府豊多摩郡中野町（現在の東京都中野区）で、父吉田健（つよし）、母欣子の長男として生まれる。父親の転勤により小学校5年までを新潟県師範学校附属小学校、小学校6年まで鳥取県師範学校附属小学校、旧制中学校2年まで鳥取二中（現在の鳥取県立鳥取東高等学校）に通学。その後、甲府の父親の生家に帰り甲府中学（現在の山梨県立甲府第一高等学校）を経て、昭和18年（1943年）9月に第一高等学校文科丙類を卒業。東京帝国大学法学部に入学。
短期現役海軍主計科士官（12期）を志願。昭和19年（1944年）9月海軍経理学校に入学し海軍主計見習尉官。昭和20年（1945年）6月、主計少尉に任官され、津海軍工廠に勤務し終戦を迎えた。
昭和22年（1947年）3月に東京帝国大学法学部政治学科を卒業し、同年4月に文官高等試験司法科に合格、同年5月に大蔵省に入省し理財局調査課に配属。入省同期に大倉真隆らがいる。同年12月、文官高等試験行政科試験に合格。昭和25年（1950年）5月に尾道税務署長、同26年（1951年8月）に福岡国税局総務部総務課長、同35年（1960年）7月に横浜税関監視部長、同36年（1961年）7月に大阪国税局調査査察部長、同37年（1962年）7月に国税庁直税部資産税課長、同39年（1964年）7月に大蔵省主税局税制第二課長、同41年（1966年）8月に同国際金融局外資課長、同43年（1968年）3月にOECD日本政府代表部参事官、同46年（1971年）7月に大蔵省大臣官房審議官（国際金融局担当）、同47年（1972年）6月に国税庁直税部長、同48年（1973年）6月に国税庁次長、同49年（1974年）6月に大蔵省関税局長を務め、昭和50年（1975年）7月に退官。退官後の同年8月には農用地開発公団副理事長を歴任。
昭和53年（1978年）6月にサントリー株式会社に入社し専務取締役、同年7月には富国生命顧問、同54年（1979年）6月にサントリー株式会社の取締役副社長、同60年（1985年）6月に同社代表取締役副社長となり、同62年（1987年）12月には株式会社エフエム富士会長を務めている。